# Campeonato Europeu de Futebol de 2016 – Grupo B
O grupo B do Campeonato Europeu de Futebol de 2016, décima quinta edição desta competição organizada quadrienalmente pela União das Federações Europeias de Futebol (UEFA), reunirá as seleções da Inglaterra, Rússia, País de Gales e Eslováquia. Os componentes deste grupo foram definidos por sorteio realizado em 12 de dezembro de 2015 no Palais des congrès, Paris.

## Equipes
Em negrito estão as edições em que a seleção foi campeã em em itálico estão as edições em que a seleção foi anfitriã.
| #  | País          | Método de qualificação | Data de qualificação  | Participações                                                   |
| -- | ------------- | ---------------------- | --------------------- | --------------------------------------------------------------- |
| B1 | Inglaterra    | Grupo E (campeão)      | 5 de setembro de 2015 | 08 (1968, 1980, 1988, 1992, 1996, 2000, 2004 e 2012)            |
| B2 | Rússia [a]    | Grupo G (vice-campeão) | 12 de outubro de 2015 | 10 (1960, 1964, 1968, 1972, 1988, 1992, 1996, 2004, 2008, 2012) |
| B3 | País de Gales | Grupo B (vice-campeão) | 10 de outubro de 2015 | Estreante                                                       |
| B4 | Eslováquia    | Grupo C (vice-campeão) | 12 de outubro de 2015 | Estreante                                                       |

Notas
[a] ^ : A Rússia pelo perído de 1960-92 competiu como URSS.

## Estádios
Os jogos do grupo B serão disputados nos estádios localizados nas cidades de Bordeaux, Lens, Lille, Marselha, Toulouse e Saint-Étienne.
| Stade Vélodrome               | Stade Bordeaux-Atlantique         |
| Capacidade: 67.500 (Renovado) | Capacidade: 42.052 (Novo Estádio) |
|                               |                                   |
| B2                            | B1                                |
| Saint-Étienne                 | Lille                             |
| Stade Geoffroy-Guichard       | Stade Pierre-Mauroy               |
| Capacidade: 41.965 (Renovado) | Capacidade: 50.186                |
|                               |                                   |
| B6                            | B3                                |
| Toulouse                      | Lens                              |
| Stadium Toulouse              | Stade Félix-Bollaert              |
| Capacidade: 47.000 (Renovado) | Capacidade: 33.150 (Renovado)     |
|                               |                                   |
| B5                            | B4                                |

## Classificação
| Pos | Equipe        | Pts | J | V | E | D | GP | GC | SG | Classificado          |
| --- | ------------- | --- | - | - | - | - | -- | -- | -- | --------------------- |
| 1   | País de Gales | 6   | 3 | 2 | 0 | 1 | 6  | 3  | +3 | Equipes classificadas |
| 2   | Inglaterra    | 5   | 3 | 1 | 2 | 0 | 3  | 2  | +1 | Equipes classificadas |
| 3   | Eslováquia    | 4   | 3 | 1 | 1 | 1 | 3  | 3  | 0  | 3º colocado           |
| 4   | Rússia        | 1   | 3 | 0 | 1 | 2 | 2  | 6  | −4 | Eliminado             |

## Jogos

### Primeira rodada

#### País de Gales vs Eslováquia
Neste século, as seleções de País de Gales e Eslováquia enfrentaram-se duas vezes, tendo uma vitória galesa (12 de setembro de 2007, por um placar de 5–2, em jogo valido pelas qualificações para o Campeonato Europeu de Futebol de 2008), nenhum empate e uma vitória eslovaca (7 de outubro de 2006, por um placar de 5–1, em jogo válido pelas qualificações para o Campeonato Europeu de Futebol de 2008).
| 11 de junho | País de Gales              | 2 – 1     | Eslováquia | Estádio Matmut Atlantique, Bordeaux            |
| 18:00       | Bale 10' · Robson-Kanu 81' | Relatório | Duda 61'   | Público: 37 831 Árbitro: NOR Svein Oddvar Moen |

| Cores do Time · Cores do Time · Cores do Time · Cores do Time · Cores do Time | País de Gales | Eslováquia | Cores do Time · Cores do Time · Cores do Time · Cores do Time · Cores do Time |

| PAÍS DE GALES: |    |                 |  |     |
|                |    |                 |  |     |
| G              | 21 | Danny Ward      |  |     |
| Z              | 5  | James Chester   |  |     |
| Z              | 6  | Ashley Williams |  |     |
| Z              | 4  | Ben Davies      |  |     |
| M              | 7  | Joe Allen       |  |     |
| M              | 14 | David Edwards   |  | 69' |
| M              | 10 | Aaron Ramsey    |  | 88' |
| A              | 2  | Chris Gunter    |  |     |
| A              | 3  | Neil Taylor     |  |     |
| A              | 20 | Jonny Williams  |  | 71' |
| A              | 11 | Gareth Bale     |  |     |
| Substituições: |    |                 |  |     |
| M              | 16 | Joe Ledley      |  | 69' |
| A              | 9  | Hal Robson-Kanu |  | 71' |
| Z              | 15 | Jazz Richards   |  | 88' |
| Treinador:     |    |                 |  |     |
| Chris Coleman  |    |                 |  |     |

| ESLOVÁQUIA:    |    |                  |       |     |
|                |    |                  |       |     |
| G              | 23 | Matúš Kozáčik    |       |     |
| LD             | 2  | Peter Pekarík    |       |     |
| Z              | 3  | Martin Škrtel    | 90+2' |     |
| Z              | 4  | Ján Ďurica       |       |     |
| LE             | 18 | Dušan Švento     |       |     |
| M              | 19 | Juraj Kucka      | 83'   |     |
| M              | 13 | Patrik Hrošovský | 31'   | 60' |
| M              | 17 | Marek Hamšík     |       |     |
| A              | 20 | Róbert Mak       | 78'   |     |
| A              | 7  | Vladimír Weiss   | 80'   | 83' |
| A              | 21 | Michal Ďuriš     |       | 59' |
| Substituições: |    |                  |       |     |
| A              | 11 | Adam Nemec       |       | 59' |
| M              | 8  | Ondrej Duda      |       | 60' |
| M              | 10 | Miroslav Stoch   |       | 83' |
| Treinador:     |    |                  |       |     |
| Ján Kozák      |    |                  |       |     |

Homem do jogo:

 Joe Allen

#### Inglaterra vs Rússia
Neste século, as seleções de Inglaterra e Rússia enfrentaram-se duas vezes, tendo uma vitória inglesa (12 de setembro de 2007, por um placar de 3–0, em jogo válido pelas qualificações para o Campeonato Europeu de Futebol de 2008), nenhum empate e uma vitória russa (17 de outubro de 2007, por um placar de 2–1, em jogo válido pelas qualificações para o Campeonato Europeu de Futebol de 2008).
| 11 de junho | Inglaterra | 1 – 1     | Rússia          | Stade Vélodrome, Marselha                   |
| 21:00       | Dier 73'   | Relatório | Glushakov 90+2' | Público: 62 343 Árbitro: ITA Nicola Rizzoli |

| Cores do Time · Cores do Time · Cores do Time · Cores do Time · Cores do Time | Inglaterra | Rússia | Cores do Time · Cores do Time · Cores do Time · Cores do Time · Cores do Time |

| INGLATERRA:    |    |                 |     |     |
|                |    |                 |     |     |
| G              | 1  | Joe Hart        |     |     |
| LD             | 2  | Kyle Walker     |     |     |
| Z              | 5  | Gary Cahill     | 62' |     |
| Z              | 6  | Chris Smalling  |     |     |
| LE             | 3  | Danny Rose      |     |     |
| M              | 20 | Dele Alli       |     |     |
| M              | 17 | Eric Dier       |     |     |
| M              | 10 | Wayne Rooney    |     | 78' |
| A              | 8  | Adam Lallana    |     |     |
| A              | 7  | Raheem Sterling |     | 87' |
| A              | 9  | Harry Kane      |     |     |
| Substituições: |    |                 |     |     |
| M              | 18 | Jack Wilshere   |     | 78' |
| M              | 4  | James Milner    |     | 87' |
| Treinador:     |    |                 |     |     |
| Roy Hodgson    |    |                 |     |     |

| RÚSSIA:        |    |                    |     |     |
|                |    |                    |     |     |
| G              | 1  | Igor Akinfeev      |     |     |
| LD             | 3  | Igor Smolnikov     |     |     |
| Z              | 4  | Sergei Ignashevich |     |     |
| Z              | 14 | Vasili Berezutski  |     |     |
| LE             | 21 | Georgi Shchennikov | 72' |     |
| M              | 5  | Roman Neustädter   |     | 80' |
| M              | 13 | Aleksandr Golovin  |     | 77' |
| A              | 10 | Fyodor Smolov      |     | 85' |
| M              | 17 | Oleg Shatov        |     |     |
| A              | 9  | Aleksandr Kokorin  |     |     |
| A              | 22 | Artem Dzyuba       |     |     |
| Substituições: |    |                    |     |     |
| M              | 15 | Roman Shirokov     |     | 77' |
| M              | 8  | Denis Glushakov    |     | 80' |
| M              | 11 | Pavel Mamayev      |     | 85' |
| Treinador:     |    |                    |     |     |
| Leonid Slutsky |    |                    |     |     |

Homem do jogo:

 Eric Dier

### Segunda rodada

#### Rússia vs Eslováquia
Neste século, as seleções de Rússia e Eslováquia enfrentaram-se seis vezes, tendo duas vitórias russas (7 de outubro de 2011, por um placar de 1–0, em jogo válido pelas qualificações para o Campeonato Europeu de Futebol de 2012; 26 de maio de 2014, por um placar de 1–0, em jogo amistoso), três empates (31 de maio de 2000, por um placar de 1–1, em jogo amistoso; 4 de setembro de 2004, por um placar de 1–1, em jogo válido pelas eliminatórias da Copa do Mundo FIFA de 2006; 12 de outubro de 2005, por um placar de 0–0, em jogo válido pelas eliminatórias da Copa do Mundo FIFA de 2006) e uma vitória eslovaca (7 de setembro de 2010, por um placar de 1–0, em jogo válido pelas qualificações para o Campeonato Europeu de Futebol de 2012).
| 15 de junho | Rússia        | 1 – 2     | Eslováquia             | Stade Pierre-Mauroy, Lille |
| 15:00       | Glushakov 80' | Relatório | Weiss 32' · Hamsik 45' | Público: 38 989            |

| Cores do Time · Cores do Time · Cores do Time · Cores do Time · Cores do Time | Rússia | Eslováquia | Cores do Time · Cores do Time · Cores do Time · Cores do Time · Cores do Time |

| RUSSIA:        |    |                    |  |     |
|                |    |                    |  |     |
| G              | 1  | Igor Akinfeev      |  |     |
| LD             | 3  | Igor Smolnikov     |  |     |
| Z              | 14 | Vasili Berezutski  |  |     |
| Z              | 4  | Sergei Ignashevich |  |     |
| LE             | 21 | Georgi Shchennikov |  |     |
| M              | 13 | Aleksandr Golovin  |  | 46' |
| M              | 5  | Roman Neustädter   |  | 46' |
| A              | 9  | Aleksandr Kokorin  |  | 75' |
| M              | 17 | Oleg Shatov        |  |     |
| A              | 10 | Fyodor Smolov      |  |     |
| A              | 22 | Artem Dzyuba       |  |     |
| Substituições: |    |                    |  |     |
| M              | 11 | Pavel Mamayev      |  | 46' |
| M              | 8  | Denis Glushakov    |  | 46' |
| M              | 15 | Roman Shirokov     |  | 75' |
| Treinador:     |    |                    |  |     |
| Leonid Slutsky |    |                    |  |     |

| ESLOVÁQUIA:    |    |                 |     |     |
|                |    |                 |     |     |
| G              | 23 | Matúš Kozáčik   |     |     |
| LD             | 2  | Peter Pekarík   |     |     |
| Z              | 3  | Martin Škrtel   |     |     |
| Z              | 4  | Ján Ďurica      | 46' |     |
| LE             | 15 | Tomáš Hubočan   |     |     |
| M              | 19 | Juraj Kucka     |     |     |
| M              | 22 | Viktor Pečovský |     |     |
| M              | 17 | Marek Hamšík    |     |     |
| A              | 20 | Róbert Mak      |     | 80' |
| A              | 7  | Vladimír Weiss  |     | 72' |
| A              | 8  | Ondrej Duda     |     | 67' |
| Substituições: |    |                 |     |     |
| A              | 11 | Adam Nemec      |     | 67' |
| Z              | 18 | Dušan Švento    |     | 72' |
| A              | 21 | Michal Ďuriš    |     | 80' |
| Treinador:     |    |                 |     |     |
| Ján Kozák      |    |                 |     |     |

Homem do jogo:

 Marek Hamšík

#### Inglaterra vs País de Gales
Neste século, as seleções de Inglaterra e País de Gales enfrentaram-se quatro vezes, tendo quatro vitórias inglesas (9 de outubro de 2004, por um placar de 2–0, em jogo válido pelas eliminatórias da Copa do Mundo FIFA de 2006; 3 de setembro de 2005, por um placar de 1–0, em jogo válido pelas eliminatórias da Copa do Mundo FIFA de 2006; 26 de março de 2011, por um placar de 2–0, em jogo válido pelas qualificações para o Campeonato Europeu de Futebol de 2012; 6 de setembro de 2011, por um placar de 2–0, em jogo válido pelas qualificações para o Campeonato Europeu de Futebol de 2012), nenhum empate e nenhuma vitória galesa.
| 16 de junho | Inglaterra                  | 2 – 1     | País de Gales | Stade Bollaert-Delelis, Lens             |
| 15:00       | Vardy 56' · Sturridge 90+2' | Relatório | Bale 42'      | Público: 34 033 Árbitro: GER Felix Brych |

| Cores do Time · Cores do Time · Cores do Time · Cores do Time · Cores do Time | Inglaterra | País de Gales | Cores do Time · Cores do Time · Cores do Time · Cores do Time · Cores do Time |

| INGLATERRA:    |    |                  |  |     |
|                |    |                  |  |     |
| G              | 1  | Joe Hart         |  |     |
| LD             | 2  | Kyle Walker      |  |     |
| Z              | 5  | Gary Cahill      |  |     |
| Z              | 6  | Chris Smalling   |  |     |
| LE             | 3  | Danny Rose       |  |     |
| M              | 20 | Dele Alli        |  |     |
| M              | 17 | Eric Dier        |  |     |
| M              | 10 | Wayne Rooney     |  |     |
| A              | 8  | Adam Lallana     |  | 73' |
| A              | 7  | Raheem Sterling  |  | 46' |
| A              | 9  | Harry Kane       |  | 46' |
| Substituições: |    |                  |  |     |
| A              | 15 | Daniel Sturridge |  | 46' |
| A              | 11 | Jamie Vardy      |  | 46' |
| A              | 22 | Marcus Rashford  |  | 73' |
| Treinador:     |    |                  |  |     |
| Roy Hodgson    |    |                  |  |     |

| PAÍS DE GALES: |    |                 |     |     |
|                |    |                 |     |     |
| G              | 1  | Wayne Hennessey |     |     |
| LD             | 2  | Chris Gunter    |     |     |
| Z              | 5  | James Chester   |     |     |
| Z              | 6  | Ashley Williams |     |     |
| Z              | 4  | Ben Davies      | 61' |     |
| LE             | 3  | Neil Taylor     |     |     |
| M              | 10 | Aaron Ramsey    |     |     |
| M              | 16 | Joe Ledley      |     | 67' |
| M              | 7  | Joe Allen       |     |     |
| A              | 9  | Hal Robson-Kanu |     | 72' |
| A              | 11 | Gareth Bale     |     |     |
| Substituições: |    |                 |     |     |
| M              | 14 | David Edwards   |     | 67' |
| M              | 20 | Jonny Williams  |     | 72' |
| Treinador:     |    |                 |     |     |
| Chris Coleman  |    |                 |     |     |

Homem do jogo:

 Kyle Walker

### Terceira rodada

#### Rússia vs País de Gales
Neste século, as seleções de Rússia e País de Gales enfrentaram-se quatro vezes, tendo três vitórias russas (19 de novembro de 2003, por um placar de 1–0, em jogo válido pelas qualificações para o Campeonato Europeu de Futebol de 2004; 10 de setembro de 2008, por um placar de 2–1, em jogo válido pelas eliminatórias da Copa do Mundo FIFA de 2010; 9 de setembro de 2009, por um placar de 3–1, em jogo válido pelas eliminatórias da Copa do Mundo FIFA de 2010), um empate (15 de novembro de 2003, por um placar de 0–0, em jogo válido pelas qualificações para o Campeonato Europeu de Futebol de 2004) e nenhuma vitória galesa.
| 20 de junho | Rússia | 0 – 3     | País de Gales                         | Stadium Municipal, Toulouse                 |
| 21:00       |        | Relatório | Ramsey 11' · N. Taylor 20' · Bale 67' | Público: 28 840 Árbitro: SWE Jonas Eriksson |

| Cores do Time · Cores do Time · Cores do Time · Cores do Time · Cores do Time | Rússia | País de Gales | Cores do Time · Cores do Time · Cores do Time · Cores do Time · Cores do Time |

| RÚSSIA:        |    |                    |     |     |
|                |    |                    |     |     |
| G              | 1  | Igor Akinfeev      |     |     |
| LD             | 3  | Igor Smolnikov     |     |     |
| Z              | 14 | Vasili Berezutski  |     | 46' |
| Z              | 4  | Sergei Ignashevich |     |     |
| LE             | 23 | Dmitri Kombarov    |     |     |
| M              | 11 | Pavel Mamayev      | 64' |     |
| M              | 8  | Denis Glushakov    |     |     |
| A              | 10 | Fyodor Smolov      |     | 70' |
| M              | 15 | Roman Shirokov     |     | 52' |
| A              | 9  | Aleksandr Kokorin  |     |     |
| A              | 22 | Artem Dzyuba       |     |     |
| Substituições: |    |                    |     |     |
| Z              | 6  | Aleksei Berezutski |     | 46' |
| M              | 13 | Aleksandr Golovin  |     | 52' |
| M              | 19 | Aleksandr Samedov  |     | 70' |
| Treinador:     |    |                    |     |     |
| Leonid Slutsky |    |                    |     |     |

| PAÍS DE GALES: |    |                 |     |     |
|                |    |                 |     |     |
| G              | 1  | Wayne Hennessey |     |     |
| Z              | 5  | James Chester   |     |     |
| Z              | 6  | Ashley Williams |     |     |
| Z              | 4  | Ben Davies      |     |     |
| A              | 2  | Chris Gunter    |     |     |
| A              | 3  | Neil Taylor     |     |     |
| M              | 7  | Joe Allen       |     | 74' |
| M              | 16 | Joe Ledley      |     | 76' |
| M              | 10 | Aaron Ramsey    |     |     |
| A              | 11 | Gareth Bale     |     | 83' |
| A              | 18 | Sam Vokes       | 16' |     |
| Substituições: |    |                 |     |     |
| M              | 14 | David Edwards   |     | 74' |
| M              | 8  | Andy King       |     | 76' |
| A              | 23 | Simon Church    |     | 83' |
| Treinador:     |    |                 |     |     |
| Chris Coleman  |    |                 |     |     |

Homem do jogo:

 Aaron Ramsey

#### Eslováquia vs Inglaterra
Neste século, as seleções de Eslováquia e Inglaterra enfrentaram-se três vezes, tendo nenhuma vitória eslovaca, nenhum empate e três vitória inglesas (12 de outubro de 2002, por um placar de 2–1, em jogo válido pelas qualificações para o Campeonato Europeu de Futebol de 2004; 11 de junho de 2003, por um placar de 2–1, em jogo válido pelas qualificações para o Campeonato Europeu de Futebol de 2004; 28 de março de 2009, por um placar de 4–0, em jogo amistoso).
| 20 de junho | Eslováquia | 0 – 0     | Inglaterra | Stade Geoffroy-Guichard, Saint-Étienne               |
| 21:00       |            | Relatório |            | Público: 39 051 Árbitro: ESP Carlos Velasco Carballo |

| Cores do Time · Cores do Time · Cores do Time · Cores do Time · Cores do Time | Eslováquia | Inglaterra | Cores do Time · Cores do Time · Cores do Time · Cores do Time · Cores do Time |

| ESLOVÁQUIA:    |    |                 |     |     |
|                |    |                 |     |     |
| G              | 23 | Matúš Kozáčik   |     |     |
| LD             | 2  | Peter Pekarík   |     |     |
| Z              | 3  | Martin Škrtel   |     |     |
| Z              | 4  | Ján Ďurica      |     |     |
| LE             | 15 | Tomáš Hubočan   |     |     |
| V              | 22 | Viktor Pečovský | 24' | 67' |
| M              | 19 | Juraj Kucka     |     |     |
| M              | 17 | Marek Hamšík    |     |     |
| A              | 20 | Róbert Mak      |     |     |
| A              | 7  | Vladimír Weiss  |     | 78' |
| A              | 8  | Ondrej Duda     |     | 57' |
| Substituições: |    |                 |     |     |
| Z              | 18 | Dušan Švento    |     | 57' |
| Z              | 5  | Norbert Gyömbér |     | 67' |
| Z              | 14 | Milan Škriniar  |     | 78' |
| Treinador:     |    |                 |     |     |
| Ján Kozák      |    |                 |     |     |

| INGLATERRA:    |    |                  |     |     |
|                |    |                  |     |     |
| G              | 1  | Joe Hart         |     |     |
| LD             | 12 | Nathaniel Clyne  |     |     |
| Z              | 5  | Gary Cahill      |     |     |
| Z              | 6  | Chris Smalling   |     |     |
| LE             | 21 | Ryan Bertrand    | 52' |     |
| M              | 14 | Jordan Henderson |     |     |
| M              | 17 | Eric Dier        |     |     |
| M              | 18 | Jack Wilshere    |     | 56' |
| A              | 8  | Adam Lallana     |     | 61' |
| A              | 15 | Daniel Sturridge |     | 76' |
| A              | 11 | Jamie Vardy      |     |     |
| Substituições: |    |                  |     |     |
| A              | 10 | Wayne Rooney     |     | 56' |
| M              | 20 | Dele Alli        |     | 61' |
| A              | 9  | Harry Kane       |     | 76' |
| Treinador:     |    |                  |     |     |
| Roy Hodgson    |    |                  |     |     |

Homem do jogo:

 Matúš Kozáčik